# Basingstoke and Deane
Pour les articles homonymes, voir Deane.
Basingstoke and Deane est un district non métropolitain du nord du comté de Hampshire comprenant 172 870 habitants (est. 2014), situé en Angleterre. Sa principale agglomération est la ville de Basingstoke. Les autres localités du district sont Bramley, Tadley, Kingsclere, Overton, Oakley, Whitchurch et le hameau de Deane, situé à environ 11 km de Basingstoke.
Basingstoke est jumelée avec
- Braine-l'Alleud (Belgique)
- Alençon (France)
- Euskirchen (Allemagne)